# A Grand Don’t Come for Free
A 2004-es A Grand Don't Come for Free a The Streets angol hiphop együttes második nagylemeze. Egy koncepcióalbum, amely a főhős és egy Simone nevű lány kapcsolatának történetét követi. Szerepel az 1001 lemez, amit hallanod kell, mielőtt meghalsz című könyvben.

## Az album dalai
|     | Cím                                          | Szerző(k)    | Hossz |
| --- | -------------------------------------------- | ------------ | ----- |
| 1.  | It Was Supposed to Be So Easy                | Mike Skinner | 3:56  |
| 2.  | Could Well Be In                             | Skinner      | 4:24  |
| 3.  | Not Addicted                                 | Skinner      | 3:40  |
| 4.  | Blinded by the Lights                        | Skinner      | 4:45  |
| 5.  | Wouldn't Have It Any Other Way               | Skinner      | 4:36  |
| 6.  | Get Out of My House (közreműködik MC C-Mone) | Skinner      | 3:52  |
| 7.  | Fit But You Know It                          | Skinner      | 4:14  |
| 8.  | Such a Twat                                  | Skinner      | 3:48  |
| 9.  | What Is He Thinking?                         | Skinner      | 4:41  |
| 10. | Dry Your Eyes                                | Skinner      | 4:31  |
| 11. | Empty Cans                                   | Skinner      | 8:15  |

## Fordítás
Ez a szócikk részben vagy egészben az A Grand Don't Come for Free című angol Wikipédia-szócikk ezen változatának fordításán alapul.  Az eredeti cikk szerkesztőit annak laptörténete sorolja fel. Ez a jelzés csupán a megfogalmazás eredetét és a szerzői jogokat jelzi, nem szolgál a cikkben szereplő információk forrásmegjelöléseként.